# Samson and Delilah (1949)
Samson and Delilah is een Amerikaanse sandalenfilm uit 1949 onder regie van Cecil B. DeMille en met Hedy Lamarr en Victor Mature in de hoofdrollen.
De film is gebaseerd op Rechters13-16 uit het Oude Testament en het boek Judge and Fool van Vladimir Jabotinsky. De film was een groot succes in de bioscopen en bracht 11 miljoen dollar op in de eerste release. Er waren vijf Oscarnominaties voor de film, waarvan er uiteindelijk twee werden verzilverd.

## Verhaal
De Filistijnen regeren over het Joodse volk. De Joodse Simson wordt verliefd op de Filistijnse Semadar, maar haar zus Delila is verliefd op Simson. De bruiloft loopt uit op een gevecht en Semadar wordt gedood. Vervolgens begint de sterke Simson een opstand tegen de Saran van Gaza en diens Filistijnen. Op hun beurt verhogen de Filistijnen de belastingen in de hoop dat Simson door zijn eigen volk zal worden verraden. Het plan werkt en het Joodse volk levert Simson uit. Prins Ahtur en een regiment soldaten van de Filistijnen nemen Simson mee. Onderweg bespot Ahtur Simson, waarna zijn gevangene zijn boeien losrukt en de soldaten doodslaat. Als een woedende Saran van Gaza dit nieuws hoort, zint hij op wraak. Het is Delila die suggereert om Simson te verleiden en op die manier het geheim van zijn kracht te achterhalen. Het plan lukt en Simson vertelt dat zijn kracht in zijn lange haar zit. Niet lang daarna knipt Delila de haren van de in slaap gevallen Simson af. Als de soldaten hem vervolgens overmeesteren steken zij de ogen van Simson uit. Hij wordt als een slaaf behandeld en uiteindelijk tentoongesteld in de tempel van Dagan. Nu krijgt Delila spijt, ze is nog altijd verliefd op Simson en hoewel haar grote liefde in haar ogen aansprakelijk is voor de dood van haar zuster Semadar en haar vader, is haar liefde voor Simson groter dan haar wraaklust. Met behulp van een zweep, die ze zogenaamd heeft meegenomen om hem te geselen, leidt Delila Simson naar de grote steunpilaren van de tempel. Simson zegt dat Delila moet vluchten, maar hij ziet niet dat ze toch blijft. Als Simson vervolgens de pilaren omver duwt komt Delila, samen met Simson en alle Filistijnen, om.

## Rolverdeling
| Acteur           | Personage      |
| ---------------- | -------------- |
| Hedy Lamarr      | Delila         |
| Victor Mature    | Simson         |
| George Sanders   | Saran van Gaza |
| Angela Lansbury  | Semadar        |
| Henry Wilcoxon   | Ahtur          |
| Olive Deering    | Miriam         |
| Fay Holden       | Hazelelponit   |
| Julia Faye       | Hisham         |
| Russ Tamblyn     | Saul           |
| William Farnum   | Tubal          |
| Lane Chandler    | Teresh         |
| Moroni Olsen     | Targil         |
| Francis McDonald | Verteller      |
| William Davis    | Garmiskar      |
| John Miljan      | Lesh Lakish    |

## Voorgeschiedenis
Hoewel regisseur Cecile B. DeMille na het maken van de film The Ten Commandments, die uitkwam in 1923, geïnteresseerd raakte in een nieuw Bijbels epos, duurde het toch tot 1935 voordat hij historicus Harold Lamb uitnodigde om een filmbewerking te maken van Rechters 13-16 uit het Oude Testament. Lamb kreeg 10.000 dollar voor het bewerken van het verhaal van Simson en diens strijd tegen de Filistijnen. DeMille was met name geïnteresseerd in het verhaal van de dramatische liefde tussen Simson en Delila en minder in de krachttoeren van eerstgenoemde. In 1936 verwierf DeMille ook de rechten van de opera Samson et Dalila uit 1877 van Camille Saint-Saens en F. Lemaire, en berekende dat de film uiteindelijk 5 miljoen dollar zou kosten. Uiteindelijk ging DeMille niet verder met het project en maakte de western The Plainsman. Pas in 1947 kreeg hij weer interesse voor Simson en Delila en kocht de rechten van het boek Judge and Fool van Vladimir Jabotinsky uit 1930, waarin Delila wordt opgevoerd als de zuster van de vrouw van Simson. Volgens DeMille vormde deze toevoeging van Jabotinsky de in de Bijbel ontbrekende schakel om er niet alleen een spectaculaire film van te maken, maar vooral een
romantische. Nadat Jeanie MacPherson en Sada Cowan aan het script werkten, werd het definitieve scenario geschreven door Jesse Lasky jr. en Fredric Frank, waarbij het duo zich baseerde op het oorspronkelijke Bijbelverhaal, de bewerking van Harold Lamb en het boek van Jabotinsky. Met het scenario ging DeMille naar de studio, maar de directie van Paramount was echter niet geïnteresseerd in weer een miljoen kostend Bijbels epos. Het publiek was volgens hen totaal niet geïnteresseerd in Bijbelverhalen. Om de studio te overtuigen legde DeMille de nadruk op het romantische aspect en liet kunstenaar Dan Sayre Groesbeck een artistieke weergave maken de kracht van Simson en de verleidelijke uitstraling van Delila. Het plan werkte en Paramount was ervan overtuigd dat DeMille een liefdesverhaal voor ogen had. Al snel was er toestemming voor het project.

## Casting

### Delila
Voor Cecil DeMille vormde het personage Delila het belangrijkste onderdeel van de film. Hij beschreef haar als ‘warm, zacht en geraffineerd’, een vrouw met een ‘gevaarlijk talent voor wraak’, een combinatie van Vivien Leigh en Jean Simmons met een scheutje Lana Turner. Illustrator Henry Clive schilderde in 1948 op aanwijzingen van DeMille een visualisatie van Delila. Op basis van zijn eigen omschrijving en het portret van Clive ging DeMille op zoek naar de actrice die Delila ging vertolken. Een lange rij actrices trok aan het geestesoog van DeMille en zijn staf voorbij: Märta Torén, Viveca Lindfors, Lana Turner, Rita Hayworth, Susan Hayward, Ava Gardner, Jane Greer, Greer Garson, Maureen O'Hara, Rhonda Fleming, Jeanne Crain, Lucille Ball, Jennifer Jones, Vivien Leigh, Gail Russell, Alida Valli, Linda Darnell, Patricia Neal, Jean Simmons, and Nancy Olson. Uiteindelijk vond de regisseur zijn Delila eigenlijk bij toeval, toen hij de film The Strange Woman bekeek met het oog gericht op acteur Ian Keith die in de race was voor de rol van de Saran, raakte hij gefascineerd door de hoofdrolspeelster van de film, Hedy Lamarr en gaf haar de begeerde rol van Delila.

### Simson
Voor de rol van Simson hoefde DeMille niet ver te zoeken, hij wilde gelijk Burt Lancaster inhuren. Maar Lancaster weigerde de rol vanwege zijn slechte rug. Bodybuilder Steve Reeves was de volgende keus van de regisseur, maar de onderhandelingen met de acteur liepen stuk nadat de studio en DeMille eisten dat Reeves zijn opgepompte spiermassa zou minderen. Reeves weigerde en verdween uit het beeld. De staf van DeMille wees de regisseur op de film Kiss of Death met Victor Mature in de hoofdrol. DeMille was zo onder de indruk van Mature’s vertolking van het personage Nick Bianco dat hij de acteur de rol van Simson aanbood.

### Semadar
Voor de kleine rol van de vrouw van Simson, Semadar, wilde DeMille Phyllis Calvert, maar die bleek ziek te zijn, waarna Angela Lansbury werd aangenomen.

## Preproductie
In het voorjaar van 1948 bestudeerde Cecil DeMille de mogelijkheden die Palestina bood om opnamen te laten maken door de second unit. Als Palestina echter afvalt, stuurt de regisseur de second unit naar Noord-Afrika, waar de second unit regisseurs Ralp Jester en Arthur Rosson opnames maken die zullen dienen als materiaal voor de achtergrondscènes, terwijl ze tegelijkertijd authentiek ogende decorstukken moeten verzamelen. Jester en Rosson filmen Marokko en Algerije en ondervinden veel last van de extreme hitte. Om te voorkomen dat de films onbruikbaar worden, koelt de filmploeg de filmhouders met ijs.

## Productie
Tussen 4 oktober en 22 december 1948 filmt DeMille het grootste deel van de film en tussen 18 en 21 januari 1949 worden nog extra scènes en de close ups gefilmd. Gorden Jennings had de leiding over de speciale effecten. Qua speciale effecten was het filmen van het instorten van de tempel van Dagan de belangrijkste scène voor Jennings. Het filmen hiervan kostte 150.000 dollar en nam een jaar in beslag. Het onderste deel van de tempel was op ware grootte gebouwd, terwijl er daarnaast een model werd gebouwd met een hoogte van 11 meter, met daarin een model van een standbeeld van de god Dagan van 5 meter hoog. Om vanuit verschillende camerahoeken te kunnen filmen werd het model drie keer vernield en weer opgebouwd. Opnamen van de tempel op ware grootte werden samengevoegd met opnamen van het schaalmodel door middel van een zogenaamd ‘bewegingsherhalingssysteem’ war door Paramount was ontwikkeld en waarmee de camerabewegingen exact konden worden gedupliceerd. DeMille liet het ontwerp van de tempel baseren op aantekeningen van de Romeinse wetenschapper Plinius de oudere.

## Prijzen
De film kreeg twee Oscars voor Beste Art Direction en Beste kostuumontwerp. Er waren ook Oscarnominaties voor Beste cinematografie, Beste muziek en Beste speciale effecten.
Verschillende kostuums, waaronder de kaftans gedragen door Saran van Gaza (George Sanders) en Ahtur (Henry Wilcoxon), zijn afkomstig uit Marokko, volgens het team dat verantwoordelijk is voor de kostuums: Edith Head, Dorothy Jeakins, Elois Jenssen, Gile Steele en Gwen Wakeling.